# Новотаймасово
Новотайма́сово (рос. Новотаймасово, башк. Яңы Таймаҫ) — село у складі Куюргазинського району Башкортостану, Росія. Адміністративний центр Таймасовської сільської ради.
Населення — 579 осіб (2010; 593 в 2002).
Національний склад:
- башкири — 83%